# Ernest Ansermet

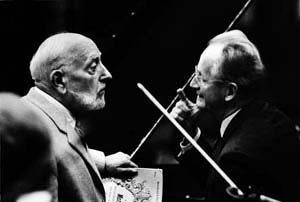
Ansermet y Wilhelm Kempff (1965)

Ernest Ansermet Alexandre (Vevey, 11 de noviembre de 1883-Ginebra, 20 de febrero de 1969) fue un director de orquesta suizo. 

## Biografía
Ansermet nació en Vevey (Suiza). Aunque era contemporáneo de Wilhelm Furtwängler y Otto Klemperer, Ansermet representa tradiciones y enfoques de las obras muy diferentes de estos dos músicos. Inicialmente, era profesor de matemáticas en la Universidad de Lausana. Empezó tocando en el casino de Montreux en 1912, y de 1915 a 1923 dirigió los Ballets rusos de Diaghilev. Viajando por Francia, conoció a Debussy y a Ravel, y les consultó sobre cómo interpretar correctamente sus obras. Durante la Primera Guerra Mundial, conoció a Stravinsky, que estuvo exiliado en Suiza.
En 1918, Ansermet fundó su propia orquesta, la Orchestre de la Suisse Romande (OSR). Recorrió gran parte de Europa y América, y se hizo famoso por las precisas interpretaciones de la difícil música moderna, haciendo las primeras grabaciones de obras como Capriccio de Stravinsky con el compositor como solista. Por otra parte, Ansermet fue uno de los primeros en introducir jazz en el ámbito de la música clásica, y en 1919, escribió un artículo alabando a Sidney Bechet. En 1928, fundó junto a Louis Fourestier y Alfred Cortot la Orquesta Sinfónica de París,  dirigiendo los estrenos de Rugby del compositor suizo Arthur Honegger en 1928 y Capriccio para piano y orquesta de Stravinsky en 1929.
Después de la Segunda Guerra Mundial, Ansermet y su orquesta consiguieron fama internacional a través de un contrato a largo plazo con Decca Records. Desde ese momento y hasta su muerte, grabó la mayor parte de su repertorio, a menudo dos o tres veces. Sus interpretaciones fueron ampliamente consideradas como admirablemente claras y autorizadas, aunque las interpretaciones de la orquesta no siempre llegan a los más altos estándares internacionales. Ansermet rechazó la costumbre de Stravinsky de revisar sus obras, y siempre tocaba las versiones originales. En el libro de Ansermet, Les fondaments de la musique dans la conscience humaine (1961), trató de demostrar, utilizando fenomenología Husserliana —y, en parte, sus propios estudios matemáticos— que el idioma de Schoenberg era falso e irracional. 
En sus últimos años, él y su grupo sorprendieron a muchos debido a la emisión de discos dedicados a Haydn, Beethoven y Brahms. Estas interpretaciones fueron muy criticadas desde el momento de su aparición.
En mayo de 1954, Decca Records grabó a Ansermet y la orquesta, siendo las primeras grabaciones estereofónicas comerciales de Europa. Iban a grabar la primera grabación en estéreo de la obra Cascanueces de Chaikovski entera en LP. Ansermet también dirigió las primeras grabaciones en estéreo de Nocturnes de Claude Debussy y el Preludio a la siesta de un fauno. 
Ansermet fue un hombre que sostuvo con vehemencia sus opiniones. Fue notable en el Reino Unido por sus ensayos con orquestas británicas, que estaban acostumbradas a lo más jovial del estilo de Sir Thomas Beecham o el más restringido de Sir Adrian Boult. Su última grabación del El pájaro de fuego de Stravinski se hizo en Londres con la Orquesta Philharmonia. Dicha grabación incluía las sesiones de ensayo. 
Ansermet compuso algunas piezas para piano y orquesta, entre ellas un poema sinfónico titulado Feuilles de printemps (Hojas de primavera).

## Estrenos notables

### En concierto
- Stravinski, Historia del soldado, Lausana, 28 de septiembre de 1918.
- Stravinski, Capriccio para piano y orquesta, con el compositor como solista, 6 de diciembre de 1929.

### En el escenario
- Manuel de Falla, El sombrero de tres picos, Ballets Rusos, París, 1919, un ballet para el que Léonide Massine creó la coreografía y Pablo Picasso diseñó los decorados y los trajes. Ansermet posteriormente lo grabó en estéreo.
- Stravinski, Pulcinella, Ballets Rusos, París, 15 de mayo de 1920.
- Prokófiev, El bufón , Ballets Rusos, París, 1921.
- Stravinski, Renard, Ballets Rusos, París, 18 de mayo de 1922.
- Stravinski, Las bodas, Ballets Rusos, París, 13 de junio de 1923.

### En grabaciones
- Stravinski, Capriccio para piano y orquesta, con el compositor como solista (mayo de 1930).

## Discografía parcial
- Beethoven: Symphonies Nos. 1-4 & Coriolan Overture - Ernest Ansermet/L'Orchestre de la Suisse Romande, Decca
- Beethoven: Symphony n.º 9, Overtures & Grosse Fugue - L'Orchestre de la Suisse Romande/Ernest Ansermet, Decca
- Berlioz: Les Nuits d'été/Ravel: Shéhérazade, &c. - Ernest Ansermet/John Wustman/L'Orchestre de la Suisse Romande/Régine Crespin, 1963 Decca
- Debussy: La Mer, Jeux & Khamma - Ernest Ansermet/L'Orchestre de la Suisse Romande, Decca
- Falla: Noches en los Jardines de España, El Sombrero de Tres Picos, La Vida Breve - Alicia de Larrocha/Ernest Ansermet/L'Orchestre de la Suisse Romande/Sergiu Comissiona/Teresa Berganza, 1988 Decca
- Falla: El Sombrero de Tres Picos & La Vida Breve & El Amor Brujo - Ernest Ansermet/L'Orchestre de la Suisse Romande/Marina de Gabarin/Teresa Berganza, 1961 Decca
- Fauré, Chausson & Dukas: Pénélope, Symphonie, Pelléas et Mélisande & L'apprenti sorcier - Ernest Ansermet/L'Orchestre de la Suisse Romande, Decca
- Glazunov: The Seasons; Two Concert Waltzes; Stenka Razin - Ernest Ansermet/L'Orchestre de la Suisse Romande, 1958
- Liszt: Eine Faust-Symphonie - Magnard: Symphony n.º 3 - Werner Krenn/Choeur Pro Arte de Lausanne/L'Orchestre de la Suisse Romande/Ernest Ansermet, Decca
- Martin: Concerto for 7 wind instruments - Ernest Ansermet/L'Orchestre de la Suisse Romande, Decca
- Mussorgsky: Pictures At An Exhibition - Ernest Ansermet/L'Orchestra De La Suisse Romande, 2011 Harrison James
- Prokófiev: Violin Concertos Nos.1 & 2; Symphony No.5; Romeo & Juliet etc. - Ernest Ansermet/L'Orchestre de la Suisse Romande/Ruggiero Ricci, 1958 Decca
- Ravel: The Orchestral Masterpieces - Ernest Ansermet/L'Orchestre de la Suisse Romande, Decca
- Rimski-Kórsakov, Shéhérazade/Sadko/Zar Saltan - Ansermet/Suisse Romande, Decca
- Stravinsky, Petrouchka - L'Orchestre De La Suisse Romande/Ernest Ansermet, 1949 London/Decca – Grammy Hall of Fame Award 1999
- Stravinsky: Ballets/Stage Works/Orchestral Works - Ernest Ansermet/L'Orchestre de la Suisse Romande, Decca
- Stravinsky: 3 Symphonies - L'Orchestre de la Suisse Romande/Ernest Ansermet, Decca
- Ansermet, Música francesa - Suisse Romande/Cons. de París, 2014 Decca
- Ansermet, Música rusa - Suisse Romande/LPO/NewPhO, 2014 Decca
- Ansermet, La gran tradición europea - LPO/RPO/Cons. de París, 2014 Decca

## Escritos
- Les fondements de la musique dans la conscience humaine, 1961.

- "L'apport de Paul Hindemith à la musique du XXe siècle.", en Hommage à Paul Hindemith: 1895-1963 : l'homme et l'œuvre, 1973

- Ecrits sur la musique, 1983.